# Звірик Анатолій Петрович
Анато́лій Петро́вич Зві́рик (3 квітня 1937, хутір Скалопіль, Вінницька область — 17 квітня 2017, Вінниця) — український поет, прозаїк, сатирик, публіцист. Член Національної спілки письменників України (з 1967 р.).

## Біографія
Народився 3 квітня 1937 р. на хуторі Скалопіль поблизу с. Лозове (Чернівецький район) Чернівецького району Вінницької області в селянській родині. Дитинство пройшло у с. Вознівці Жмеринського району. Після семирічки працював у колгоспі. Закінчив заочну середню школу робітничої молоді у Вінниці. Працював у редакції районної газети, на шахтах Донбасу, науковим співробітником Львівської картинної галереї, у Вінницькій обласні науковій бібліотеці.
Член НСПУ з 1967 року. Стояв біля витоків створення Вінницької письменницької організації у 1970 р.

Помер 17 квітня 2017 року у Вінниці і наступного дня похований на кладовищі у с. Лука-Мелешківська

## Літературна діяльність
Першого вірша опубліковано у 1956 р.
Автор прозових книг: «Квіт папороті» (1963), «Мені потрібна любов» (1966), «Жити ціною життя» (1967), «Народився красивим» (1968), «Бути людиною» (1970), «Рушник на щастя» (1973), «День твого імені» (1977), «Односельчани» (1980), «Дороги» (1983), «Луна з мовчазного лісу» (1989), «Курчатко Цяпа» (1999), «Допоможіть знайти людину» (2000), «Сад на пустирі» (2006), «Автопортрет у чорній рамці» (2007), «Стежина» (2011), «Біла жінка на чорному небі» (2011), «Трудова книжка письменника» (2013), «Памфлетовник» (2014);
збірок віршів: «Тривоги» (1971), «Промінь» (1999), «Самота (2000)», «Небесне і земне» (2000), «Величина сльози» (2001), «Задума» (2002), «Доля» (2003), «Щастя» (2004), «Совість» (2005), «Сопілкар» (2006), «Гіркота» (2007), «Стукіт серця» (2008), «Полум'я душі» (2009), «Збіговисько» (2010), «Петрикові коні» (2010), «Сліди» (2010), «Інфікований ніжністю» (2010), «Смішне і сумне» (2012), «Усе пізнав» (2012), «Непрошені думи» (2013), «Зітхання» (2015); численних публікацій у періодиці. Друкувався в перекладах російською, абазинською, кабардинською, черкеською, карачаївською, балкарською, литовською мовами.
Пише переважно на теми з життя молоді, осмислює моральні проблеми її громадянського становлення.

## Нагороди і почесні звання
Лауреат літературних премій ім. Миколи Трублаїні (1966) за книгу «Мені потрібна любов», ім. Михайла Коцюбинського (2003) за збірку поезій «Доля», «Кришталева вишня» (2002), Аркадійської (2005) та ін.